# オートレーサー森且行 約束のオーバル 劇場版
『オートレーサー森且行 約束のオーバル 劇場版』（オートレーサーもりかつゆき やくそくのオーバル げきじょうばん）は、2024年制作の日本のドキュメンタリー映画。
オートレーサー・森且行が、レース中の落車事故で負った選手生命を脅かす大怪我から懸命のリハビリによって復活する姿を描いた、2023年3月開催のTBSドキュメンタリー映画祭で上映された『オートレーサー森且行 約束のオーバルへ』に大幅な追加撮影映像を加えて劇場用映画に再編集したもの。ナレーターは、森と『3年B組金八先生』第3シリーズで共演し、10代の頃からお互いを知る萩原聖人。

## あらすじ
人気アイドルグループSMAPを脱退して幼い頃からの夢だったオートレーサーの道に進んだ森且行は2020年11月、24年目にしてついに悲願の日本選手権オートレース優勝に輝いた。
しかし、それから数ヵ月後の2021年、森はレース中の落車事故で選手生命はおろか自身の命を脅かす大怪我を負ってしまう。それでも森は強い意志を持って、約2年にも渡る手術と懸命のリハビリを経て、プロの第一線へと返り咲く。